# Христо Максимов
Вижте пояснителната страница за други личности с името Максимов.
Христо Димитров Максимов – Мирчо е български писател, учител и публицист

## Биография
Христо Максимов е роден на 13 февруари 1867 г. в Самоков в семейството на гайтанджията Димитър Максимов и съпругата му Мариола. Той е брат на подполковник Стилиян Максимов. След като завършва местното трикласно училище, по настояване на учителите, баща му го изпраща да продължи да учи в Кюстендилската гимназия, където завършва пети клас. Гимназията обаче била преместена в Лом, а и бащата на Христо се разболява. Сродник благодетел поема издръжката му в Лом. Когато остава една година до завършване на гимназията сродникът му се разорява и Христо е принуден да прекъсне образоването си. Той е вече 18-годишен, а образованието му е значително за времето си.
През 1884 г. е назначен за учител в родния си град, където остава в продължение на пет години. Той се залавя да се самообразова – цялото си свободно време посвещава на четене на произведения на руската литература. Публикува първите си стихотворения във вестник „Напред“ под псевдонима „Мирчо“. След това две години е учител в Станимака (Асеновград). Там издава и първата си стихосбирка „Нова гусла“.
След това се премества се в Пловдив и временно работи в издателството на списание „Дума“, в което помества своите първи разкази из народния живот и първите си педагогически статии. След това с другари и бивши сътрудници започва да издава списание „Целина“, орган на основаното от него дружество „Селски приятел“.
През 1893 г. Максимов започва издаването на списание „Учител“. Сам той полага грижи да осигури по-голям кръг от сътрудници из средата на народните учители. Списанието постепенно се превръща в главна трибуна на прогресивното учителство за усъвършенстване на тяхната педагогическа и обществена дейност. През 1892 г. става учител по български език във френски колеж в Пловдив.
През 1895 г. Максимов започва да издава два пъти в седмицата вестник „Учителска дружба“. Не след дълго трябва да се откаже от вестника, поради тежко заболяване. Скоро спира и издаването на списание „Целина“. Заболява и умира съпругата му Добра. Остава му единствено неговият малък син Митко. През лятото на 1899 г. излиза първата книжка на „Сборник на педагогическото общество“ (обновения „Учител“) – „Икономическа оценка на народното образование“, излиза през лятото на 1899 г. В първите две книжки е поместен един от неговото най-хубави разкази – „Клетвата на Мълчанова“.
През 1899 г. се премества от Пловдив в София. Тук той замисля издаването на ежегоден училищен алманах. След няколкомесечна енергична работа със сътрудничеството на видни педагози през 1900 г. е издадена първата книга на алманаха – том с голям обем, красиво подвързан. Тя съдържа огромно количество материали и сведения за съвременното образователно дело и важни сведения и документи из историята на българското училище от самото Възраждане. Целият печат отбелязва книгата с радост. По това време Алманахът е единственият и незаменим справочник за всеки учител и за всички, които се интересуват от училищните дела. Този том се превръща в най-скъпата съкровищница на славното и светло зараждане на родното образование.
Макар и направил големи дългове заради алманаха, които не може да изплати, Максимов подготвя втория брой, но не го издава. През 1901 г. издава на ново списание „Просвета“. До края на живота си успява да издаде седем книжки. Същата година е избран за училищен настоятел. И както във всичко друго, така и в тази работа влага много жар: обхожда училищата, посещава уроци на учители, следи изпитите, набавя учебни помагала и всичко това при лошо здравословно състояние.
През един студен и мъглив ден като настоятел приема чинове в хладно помещение. Там престоява с часове и този път туберкулозата го приковава към леглото. Болен, последните си дни, той продължава да пише статии за списанията „Учител“ и „Просвета“.
Умира на 13 април 1902 г. в София от туберкулоза.
Синът му – Димитър Христов Максимов – е български поет и преводач от италиански език. Публикува в списанията „Листопад“ и „Хризантеми“. Пише стихове и проза. Умира млад също от туберкулоза на 4 август 1919 г. в санаториума в град Троян. През 1918 г. излиза първият превод на романа „Наслаждение“ от Габриеле д’Анунцио, което е негово дело (издателство „Цвят“). През 1920 г. се появява преводът му на „Декамерон“ от Джовани Бокачо (издателство „Хемус“).

## Творчество
Най-ценното в литературното му дело са разказите и очерците из живота на народа, събрани в белетристичния двутомник „Тъмен свят“, издадена под литературния псевдоним Мирчо през 1895 г. в Пловдив. Христо Максимов е и автор на стихосбирката „Сбирка стихотворения“ (1897 г.), измежду които с широка популярност е стихотворението „Учителски марш“. По него композиторът Емануил Манолов пише музика. Десетилетия наред то будело обществената съвест на народните учители в България.
В разказа „Кой ни е крив“ той възкликва: „Хорските изедници се плодят сред невежеството. Светлина дайте! – Мракът е родител на всяко зло“.

## Признание
Неговият последен завет, един истински порив на светла човешка вяра – „Бъдещето е на свободата, не на потисничеството“. Българското учителство дълго време пее неговия „Учителски марш“. През 1940 г. Просветният съюз му издига паметник в Борисова градина в София, дело на именития скулптор Иван Лазаров.
Едно от основните училища и улица в родния му град Самоков носят неговото име. На Христо Максимов е наречена и улица в квартал „Гео Милев“ в София (Карта).